# Suche Czuby Kondrackie

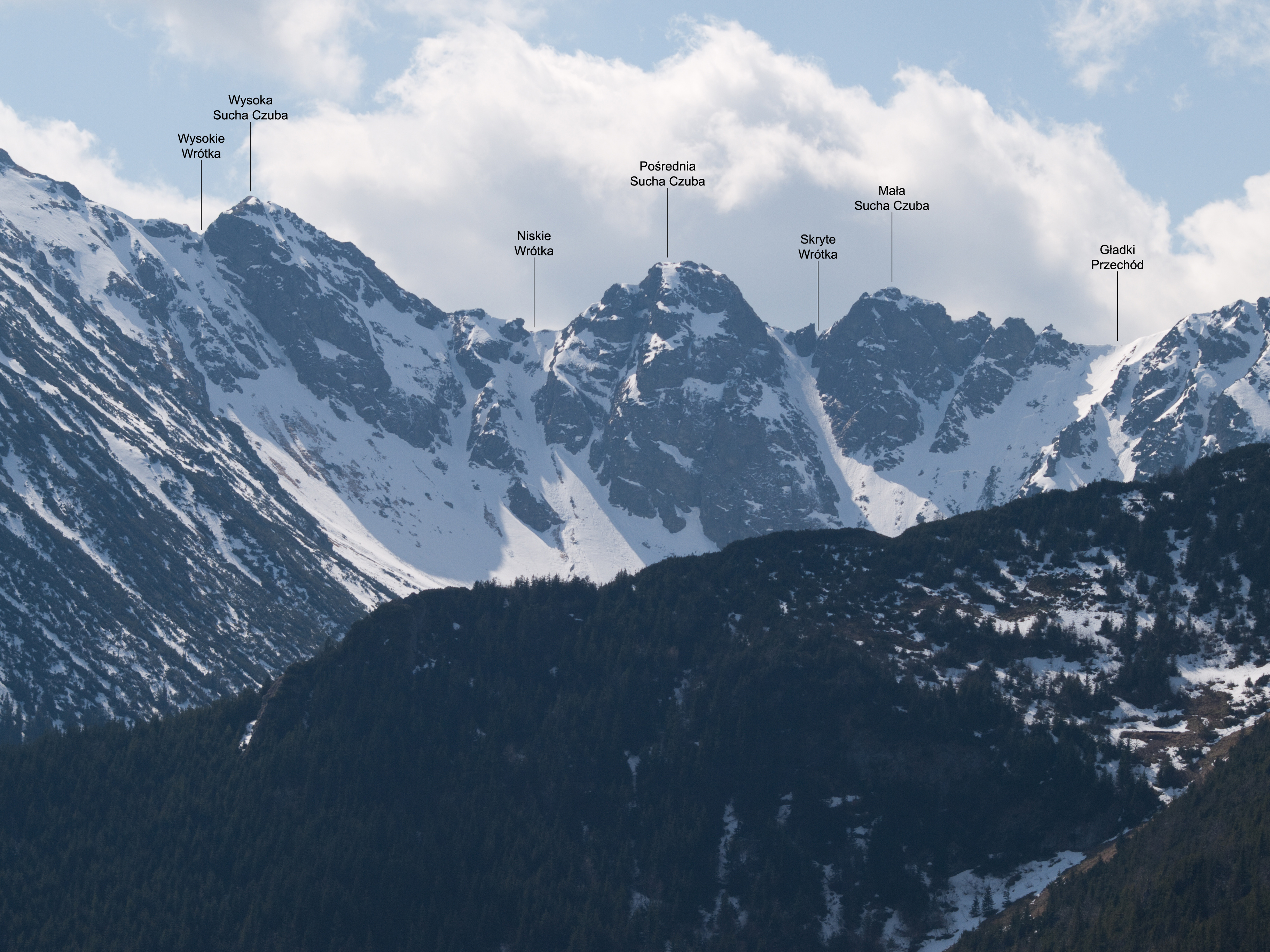
Widok od północnej strony

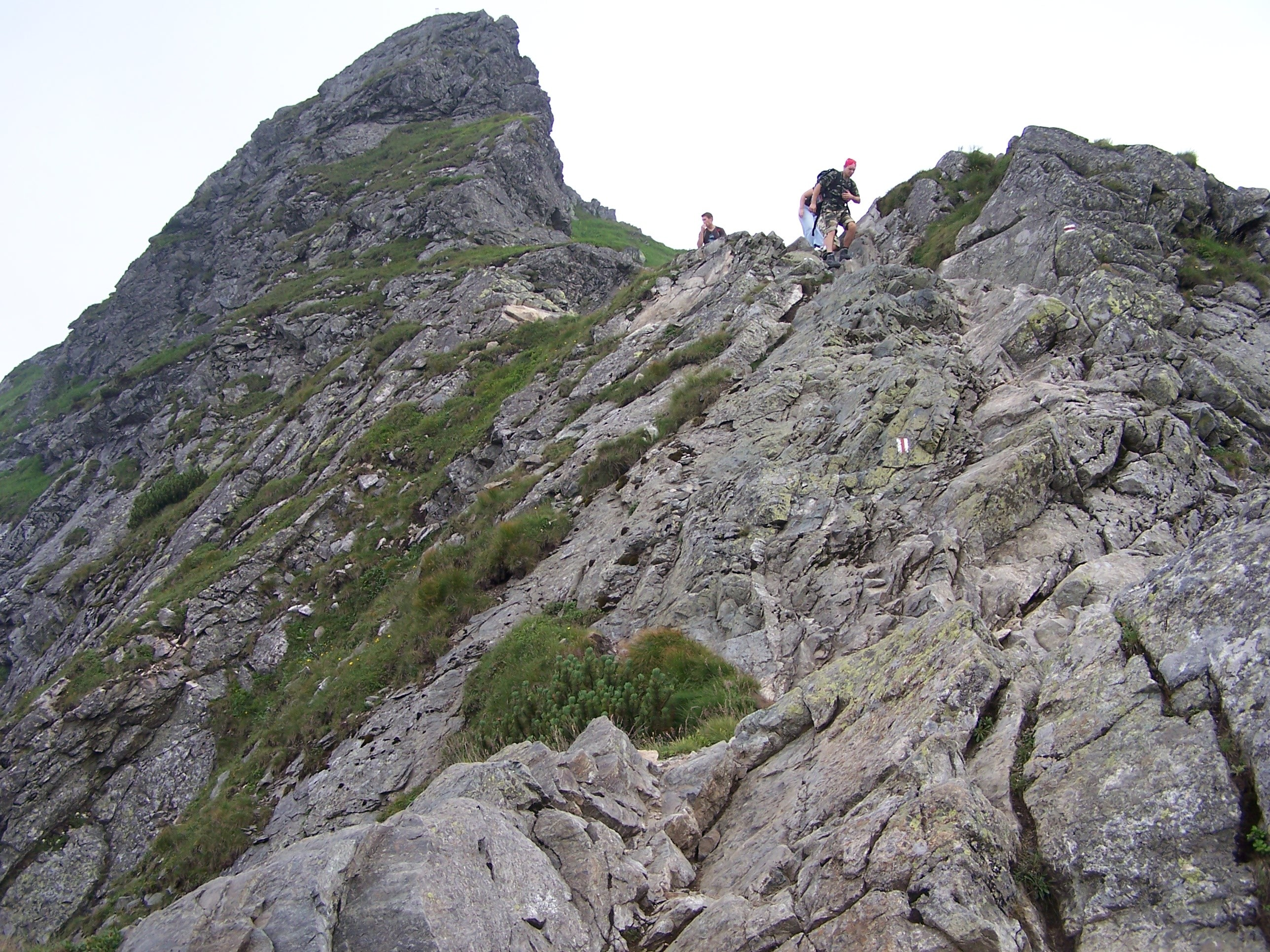
Miejscami strome skalne przejścia, ale bez większych trudności

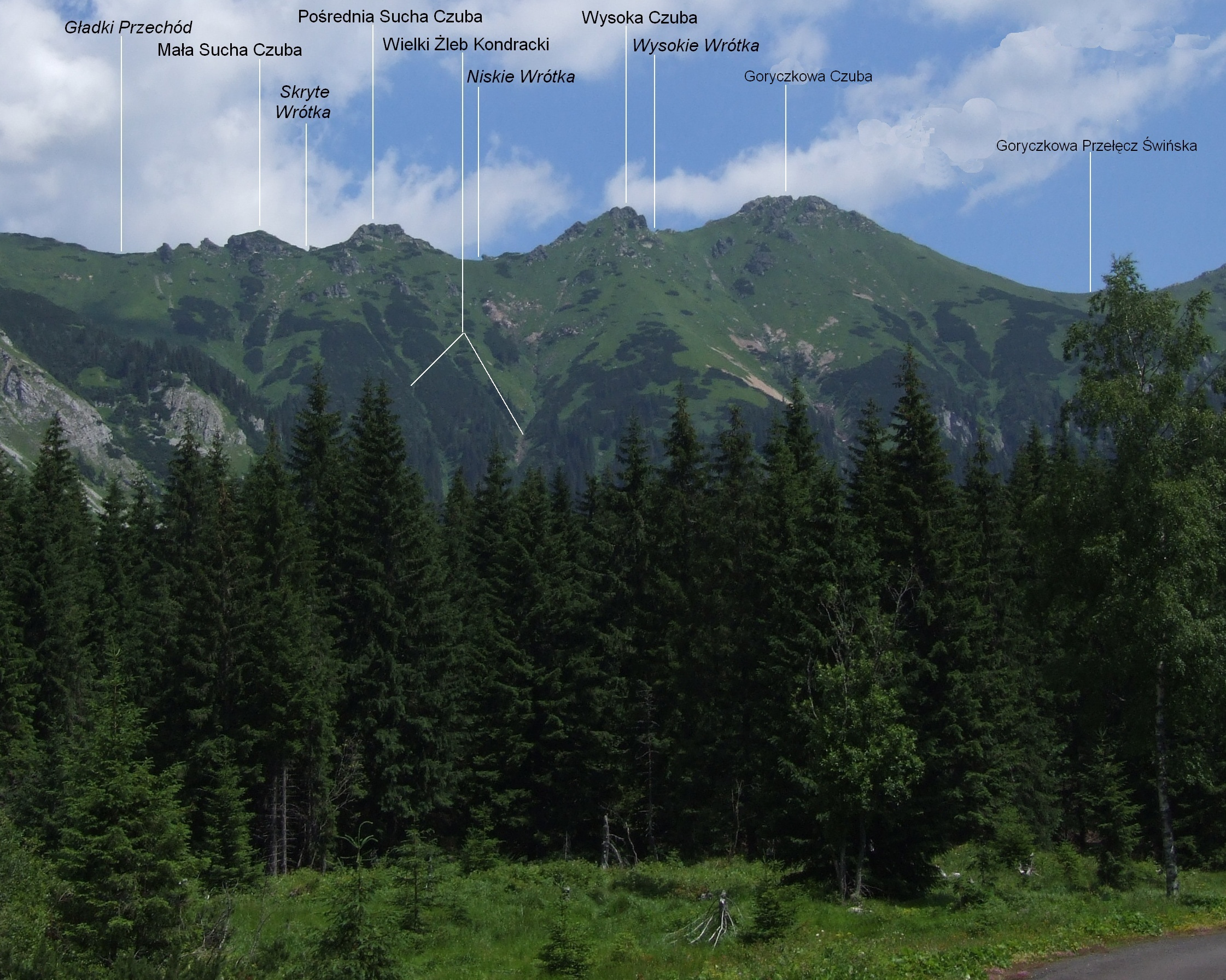
Widok z Doliny Cichej

Suche Czuby (prawidłowo Suche Czuby Kondrackie dla odróżnienia od innych o tej samej nazwie) – trzy turnie w grani głównej Tatr Zachodnich pomiędzy Suchym Wierchem Kondrackim (1895 m) a Goryczkową Czubą (1912 m). Biegnie po nich granica polsko-słowacka. Ich południowe stoki opadają do Doliny Cichej, północne bardzo strome i przepaściste do Doliny Suchej Kondrackiej. W kierunku od zachodu na wschód w grani Suchych Czub kolejno znajdują się (w nawiasach nazwy według przewodnika Władysława Cywińskiego i wysokości według pomiarów lidarowych):
- przełęcz Gładki Przechód (Sucha Przełęcz Kondracka, 1799 m),
- trzy nienazwane turniczki (1813 m, 1815 m, 1819 m)
- Mała Sucha Czuba (1832 m),
- Skryte Wrótka (Niżni Kondracki Karb, 1802 m),
- Pośrednia Sucha Czuba (1844 m),
- Niskie Wrótka (Pośredni Kondracki Karb, 1798 m),
- Wysoka Sucha Czuba (1876 m),
- Wysokie Wrótka (Wyżni Kondracki Karb, 1847 m)[2][3].

Nazwa turni pochodzi od Suchej Doliny Kondrackiej. Zbudowane są z granitów (znajdują się na obszarze tzw. wyspy krystalicznej Goryczkowej). W skałach na przełączkach występują syderyty oraz zjawisko mineralizacji i mylonityzacji.
Z przełączek w Suchych Czubach opadają do Doliny Suchej Kondrackiej bardzo urwiste żleby do polodowcowego kotła w górnej części tej doliny. Na upłazach przy ścieżce turystycznej rzadkie wysokogórskie rośliny: fiołek żółty sudecki i rojnik górski. Jesienią 1907 r. Mieczysław Karłowicz na Suchych Czubach Kondrackich obserwował i fotografował widmo Brockenu.
Przez Suche Czuby prowadzi atrakcyjny widokowo szlak turystyczny. Omija on jednak ich wierzchołki, prowadząc południowymi stokami po słowackiej stronie, dochodzi natomiast do samej grani przy przełęczach. Dla taterników Suche Czuby długo nie były interesujące. Dopiero w latach 1970. ich północne ściany odkryli i przeszli po raz pierwszy zakopiańscy taternicy: Maciej Pawlikowski, Mieczysław Ziach i Zbigniew Młynarczyk.
Z południowych stoków Suchych Czub do Doliny Cichej schodzą ogromne lawiny, szczególnie Wielkim Żlebem Kondrackim. Z tego też względu przy zimowym przejściu nie należy iść tak, jak szlakiem turystycznym, lecz należy ściśle trzymać się grani (unikając nawisów śnieżnych).

## Szlaki turystyczne
– odcinek czerwonego szlaku z Kasprowego Wierchu granią główną Tatr przez południowe stoki Goryczkowej Czuby i południowe stoki Suchych Czub do Przełęczy pod Kopą Kondracką. Czas przejścia: 1:40 h, z powrotem 1:20 h.